# Pivan
Pivan (en rus: Пивань) és un poble del krai de Khabàrovsk, a Rússia, que el 2018 tenia 1.721 habitants. Pertany al districte rural de Komsomolsk na Amure.